# Serbiska radikala partiet, dr Vojislav Šešelj
Serbiska radikala partiet, dr Vojislav Šešelj (serbiska: Српска радикална странка др Војислав Шешељ/Srpska radikalna stranka dr Vojislav Šešelj) är ett serbiskt nationalistiskt parti i Montenegro, som bildades 1991 genom samgående mellan Folkets radikala parti och Serbiska tjetnikrörelsen.
Ändelsen dr Vojislav Šešelj, efter partiledaren Vojislav Šešelj, lades till i partinamnet 1995.

## Partiets valresultat i parlamentsval
- 1992: 1 066 765 röster och 73 (av 250) mandat
- 1993: 595 467 röster och 39 mandat
- 1997: 1 162 216 röster och 82 mandat
- 2000: 322 333 röster och 23 mandat
- 2003: 1 069 212 röster och 82 mandat
- 2007: 1 153 453 röster och 81 mandat